# Манастир Милешева
Манастир Милешева је српски средњовековни манастир. Налази се на шестом километру од Пријепоља на реци Милешевци.
Рашки по стилу, подигао га је краљ Стефан Владислав (1234—1243) у првој половини XIII века као своју задужбину, а у њој је и сам сахрањен. Манастир представља непокретно културно добро као споменик културе од изузетног значаја.
Манастир има свој метох, манастир Светих Козме и Дамјана, на Златару, на Воденој Пољани, освештан 2007. године.

## Историја
У припрати, коју је краљ Владислав доградио 1235. године, положио је мошти свог стрица Светог Саве. Њих су Турци 1594. године приликом освајања пренели на Врачар (Београд) и спалили, у покушају да сломе српски дух.
Манастир је настао у време Латинског царства, када и настаје такозвани „пластични стил“ који се одликује монументалношћу, избегава декоративност и нагиње формама класичне антике. У манастирској цркви је 1377. године за краља Србљем и приморјем крунисан Твртко I Котроманић. Стефан Вукчић Косача се у њој 1446. године прогласио „херцегом од Светог Саве“, по чему је Херцеговина добила име.
Овде је у 16. веку била Милешевска штампарија.
Након дугог времена током којег је био у рушевинама, манастир је 1868. године обновљен. Поред њега је у конаку са два спрата било уређено 30 соба за калуђере и госте. Манастир је био у опасности 1875, услед локалне побуне, али поштеђен је залагањем муслимана. Архимандрит Теодосије био је на челу манастира 1896. године Велико звоно, поклон краља Александра, освећено је 24. августа 1935. Игуман овог манастира био је свештеномученик Нестор Тркуља.

### Манастирска испосница
Остаcи испосниcа манастира Милешева налазе се на око 2 km југоисточно од манастира, у кречњачком масиву, који се уздиже на излазу из клисуре реке Милешевке. Некадашња келија, намењена је обитавању анахорета, настала су адаптацијом природних окапина у окомитој литици под средњовековном тврђавом Милешевац.

## Садашњост
Манастир је данас седиште епископије Српске православне цркве на чијем је челу епископ Атанасије Ракита,
Саркофаг Светог Саве је обновљен 2003. године радом вајара Рајка Блажића. Једно време игуманија манастира је била мати Магдалина.

## Архитектура и живопис
Милешево је манастир са храмом Вазнесења Христовог. Задужбина краља Владислава, саграђена и живописана око 1234–36. године. У време турске владавине манастир је развијао богату културну делатност; имао је своју школу и једну од ретких српских штампарија која је издала неколико успешно опремљених литургијских књига. Страдао је у неколико наврата од краја 18. до 19. века, обновљен је 1863. године — том приликом је доста измењена архитектура храма. После Другог светског рата очишћене су и конзервиране фреске.
Црква припада типу рашке школе: једнобродна је, с једном апсидом, кубетом и с правоугаоним ниским певницама с бочних страна. Припрати на западној страни, додата је око 1236 спољашња правоугаона припрата засведена полуобличастим сводом, са две бочне мале капеле с кубетама. Њој је знатно измењен изглед приликом рестаурације у 19. веку, када је надвишена и добила кубе. За разлику од старијих цркава рашке школе, Милешева је у плану знатно шира с источне него са западне стране; њено кубе (купола) је на кубичном простору, уздигнутом помоћу система испуштених лукова у унутрашњости. При рестаурацији измењени су облици кубета и прозора, страдао је зид између припрате и наоса са старим фрескама, а уништена су и два портала (некад украшена лавовима на довратницима) рашко-романичког стила; очуван је само један лав са портала, који се данас налази у Музеју у Ужицу.
Најстарије фреске из 13. века најбоље су се очувале у наосу и унутрашњој припрати: појединачне стојеће фигуре архијереја (у олтарском простору) ратника и мученика (у наосу) и монаха (у припрати). У припрати изнад доње зоне ређају се велика попрсја светих монаха. Горњи делови зидова живописани су композицијама великих размера посвећених, углавном, земаљском животу Христовом. У јужној певници су остаци старозаветне сцене Давида пред Натаном. Поред сакралних слика, очували су се бројни портрети. Испод слике Васкрсења, једног од најбољих дела српског живописа, на јужном зиду западног тривеја насликан је ктитор, краљ Владислав, како предвођен Богородицом подноси Христу модел милешевског храма. У североисточном углу припрате насликани су Немањићи: Стефан Немања као монах Симеон, Сава као први српски архиепископ, Стефан Првовенчани као краљ, и његова два сина, краљеви Радослав и Владислав. Насупрот њима је једва видљив портрет једног владара — вероватно византијског цара Манојла III Комнина, или бугарског цара Ивана Асена. Близу улаза из јужне певнице у ђаконикон налази се, тешко оштећен, портрет првог милешевског игумана.
Милешевски најстарији живопис спада међу репрезентативна дела европског сликарства 13. века. Његова монументалност — строго компоноване сцене великих размера са светитељима натприродних величина, широко пластично обрађених — задржала је у истанчаном третману лица и у свежем колориту необично сочних хармонија извесно лирско раположење и интимну атмосферу. У начину рада видљива је инспирација мозаичком техником (на златним позадинама сцена и фигура, на драперији, у типовима светитеља и др.). На фрескама светитеља Георгија Димитрија, Теодора Тирона и Теодора Стратилата као и поред неких светитеља у јужној певници, пронађене су кратке забелешке ћирилицом на срспком језику, са именом истоимених светитеља у скраћеном облику. Те забелешке — некада сматране потписима сликара — у ствари су остаци првобитног распореда тематике по зидовима, и једино ове сликарске забелешке сведоче о вероватном српском пореклу шесторице или седморице уметника. Њихови индивидуални стилови су врло јасни. Најбољи међу њима су били они сликари, што су радили Богородицу из Благовести, Белог анђела из Васкрсења, апостоле у Успењу и портрет ктитора са моделом храма на рукама.
Живопис спољашње припрате и капеле уз њу, са илустрацијама Страшног суда и житија неких светитеља, рађен је, изгледа, у четвртој или пето деценији 13. века, када је тамо било положено тело св. Саве. За разлику од златне позадине фресака наоса и делимично источног зида припрате, од плаве позадине светитеља и сцена у припрати и делом у олтару, позадина сцена Страшног суда у спољној припарти је црвена. Једино централни део, на источном зиду, сликан је на жутој позадини. Сликари спољне припрате у целини се знатно разликују од сликара храма како рустичношћу у цртежу тако и сировошћу у боји. Они настављају традиционалан стил монашких радионица Балкана 11. и 12. века.
У другој половини 16. века, слике храма биле су прекривене новим слојем живописа. Од њега је остало само неколико већих фрагмената: Тајна вечера у поткуполном простору, Четрдесеторица мученика у северној певници и др. Све боје на њима су углавном страдале од пожара, те делују као печена земља. Поред тога што су сведочанство о мајсторима који су се трудили да у време владавине Турака опонашају стил 14. века, ове фреске су одиграле значајну улогу тиме што су сачувале велико сликарство 13. века, које је остало испод њих нетакнуто од пожара. Крајем 17. века насликане су ђаконикону фреске минијатурних размера, невештог цртежа, али живог и светлог колорита.
У Милешеву се сачувало неколико икона међу којима су најзанимљивије: Св Спиридон, рад неког критског иконописца с краја 16. или почетка 17. века, стилом најближи Емануилу Лампардосу, и Богородица, с Христом на рукама и Јованом Претечом с десне стране, рад бијелопољског иконописца Алексија Лазовића (1837) који се на њој и потписао.
Фреске Милешеве се убрајају међу најбоља европска остварења 13. века, а од њих најпознатији је Бели Анђео, која је у склопу фреске Мироносице на Христовом гробу. Поред Белог анђела друга ремек-дела су Богородица из Благовести и Ктиторска композиција са портретом краља Владислава.
Ова дела такође представљају и највеће домете сликарства тог доба у Европи.
Историјски портрети: Иконографија Немањића, на јужном зиду краљевић Владислав, а на североисточном ликови Немање, Светог Саве, Стефана Првовенчаног, Радослава и Владислава.

## Галерија
- Стара фотографија манастира
- Поглед на манастир са мостића над Милешевком
- Црква и звоник са јужне стране
- Споменик жртвама комунистичког терора, поред манастира (једна од жртава био је и Нестор Тркуља, игуман Милешеве)
- Конаци
- Конак - зграда у којој станују монахиње
- У припрати је други гроб Светог Саве (први је у Бугарској), место где су мошти почивале до спаљивања на Врачару
- Спомен плоча поред гроба Светог Саве
- Горњи део припрате
- Живопис страшног Христовог суда, на источном зиду припрате. На јужном зиду су приказане сцене пакла, а на северном зиду (рај) живопис није сауван. Уништен је од метана из измета животиња, које су Турци држали у припрати
- Живопис пакла на јужном зиду припрате
- Једна од сцена пакла, на јужном зиду припрате, приказује и да ће неки недостојни архијереји (јеретици, среброљупци...) завршити у паклу.[9][10] Сматра се да је Свети Сава идејни творац милешевске фреске Страшног суда.[11]
- Још једна од неколико сцена пакла, у којем су разне категорије грешних људи, владари, владике, монаси и народ. На овом живопису је приказан ангел који тера недостојне монахе у пакао. Неки од њих своју жалост показују хватањем за главу
- Живопис Белог анђела
- Унутрашњост храма
- Полијелеј (лустер) и велика купола
- Иконостас
- Икона Саве на иконостасу и испод ње је положена рука за коју постоји веровање да је од Светога Саве
- Рука Светог Саве, која је по црквеном предању саувана од спаљивања моштију Светог Саве
- Три српска владара из династије Немањића, на северном зиду наоса. Десно је приказан Стефан Првовенчани,а у средини његови син Стефан Радослав. Лево је Стефан Владислав ктитор манастира
- Гроб краља Владислава, ктитора манастира, уз јужни зид наоса